# Master of Social Science
Master of Social Science （MSS、MSSc、MSocSc、社会科学修士）は、研究修士号の一つ。日本の『修士（社会科学）』などに相当する。

## 日本
早稲田大学大学院社会科学研究科・社会科学部（早稲田大学社会科学部）や、東洋英和女学院大学大学院（国際協力研究科）などで修士（社会科学）が授与されている。

## 世界

### アジア
香港浸会大学と香港中文大学がそのような学位を授与する。これらの学位は通常、メディア学、広告学、または社会科学の修士プログラムである。
シンガポールと台湾では、社会科学修士号は国際関係と地域研究の専攻学位で、シンガポール国立大学や国立中山大学などはそのような学位を授与している。

### アメリカ
ウィスコンシン大学マックスウェル行政大学院は、Advanced Managementコースを通じてこの学位を授与している。また、オハイオ大学とシカゴ大学でも授与が可能である。

### 欧州
フィンランドとスウェーデンでは、大学の学位名は単に授与する学部に基づいて学位の呼称が付いている。社会科学部の研究修士号がこれに相当し、神学部の神学修士号（M.th.）、芸術学部の芸術学修士号（M.F.A.）などと考え方は類似し、フィンランドとスウェーデンでは社会科学修士号は、かなり一般的である。例えばスウェーデンなら、平和研究、経済学と統計学を学び社会科学修士号を取得した前例がある。
イギリスではこの学位は珍しく（Master of Social Science＝MSSc）、ほとんどの場合、授かる学生は博士課程で学ぶ。その授与につながる分野には、ソーシャルワーク、犯罪学、政治学、社会学などがあり、これらに限定されるわけではない。
またコペンハーゲン大学、コペンハーゲン商科大学、オールボー大学、ロスキレ大学など、デンマークの複数の大学もこの修士号を授与する。